# Bolesław Drewek
Bolesław Drewek (26 de noviembre de 1903-11 de noviembre de 1972) fue un deportista polaco que compitió en remo como timonel. Participó en los Juegos Olímpicos de Ámsterdam 1928, obteniendo una medalla de bronce en la prueba de cuatro con timonel.

## Palmarés internacional
| Juegos Olímpicos | Juegos Olímpicos         | Juegos Olímpicos  | Juegos Olímpicos   |
| Año              | Lugar                    | Medalla           | Prueba             |
| ---------------- | ------------------------ | ----------------- | ------------------ |
| 1928             | Ámsterdam (Países Bajos) | Medalla de bronce | Cuatro con timonel |